# Gare de Kinugawa-onsen
La gare de Kinugawa-onsen (鬼怒川温泉駅, Kinugawa-onsen-eki) est une gare ferroviaire de la ville de Nikkō, dans la préfecture de Tochigi au Japon. La gare est exploitée par la compagnie Tōbu.

## Situation ferroviaire
La gare est située au point kilométrique (PK) 12,4 de la ligne Tōbu Kinugawa.

## Histoire
La gare de Kinugawa-onsen a été inaugurée le 17 mars 1919 sous le nom de gare de Shimo-Taki. Elle est renommée gare de Otaki en 1922 et prend son nom actuel en 1927.

## Service des voyageurs

### Accueil
La gare dispose d'un bâtiment voyageurs, avec guichets, ouvert tous les jours.

### Desserte
- Ligne Tōbu Kinugawa :
  - voies 1, 2 et 4 : direction Shimo-Imaichi, Kita-Senju, Asakusa et Shinjuku
  - voies 2 et 3 : direction  Shin-Fujiwara, Aizukogen-Ozeguchi et Aizu-Tajima